# Partido de Punta Indio
Partido de Punta Indio är en kommun i Argentina.   Den ligger i provinsen Buenos Aires, i den östra delen av landet, 130 km sydost om huvudstaden Buenos Aires. Antalet invånare är 9 362. Arean är 1,6 kvadratkilometer.
Terrängen i Partido de Punta Indio är mycket platt.
Trakten runt Partido de Punta Indio består till största delen av jordbruksmark. Runt Partido de Punta Indio är det glesbefolkat, med 8 invånare per kvadratkilometer.